# Célestine Aboulker
Pour les articles homonymes, voir Aboulker.
Célestine Aboulker, artiste-peintre et femme de lettres, est née à Alger en 1874 et morte en 1954 à Enghien-les-Bains.

## Biographie
Son père, le docteur Moïse Aboulker (1843-1878), dont elle est la fille unique, meurt quelques années après sa naissance. Fils de Samuel Aboulker, juge rabbinique, il avait été le premier juif d’Algérie à entreprendre des études de médecine à Paris. En 1867, Moïse Aboulker obtient la citoyenneté française au titre du sénatus-consulte du 14 juillet 1865, trois ans avant le décret Crémieux.
Sa mère, Adélaïde Azoubib (1850-1924), est issue d’une lignée de rabbins et de poètes. Femme lettrée à une époque où les juives algériennes l’étaient encore rarement, elle a rédigé des commentaires poétiques de la Bible, illustrés par sa fille et publiés à Paris.
Devenue veuve en 1878, Adélaïde Azoubib épouse en secondes noces Mardochée Bénichou (1846-1907), premier adjoint au maire d’Oran. De cette seconde union, naissent Berthe (1887-1942) et Raymond Bénichou (1890-1955). Célestine grandit dans un milieu traditionnel, mais liberté lui est laissée d’apprendre la peinture.
Adélaïde Mazeltov Azoubib et son second époux, Mardochée Bénichou, font partie des grandes familles juives d'Oran, où ils résident dans une villa renommée du fait de sa construction avec sa propre synagogue, dite "Villa Bénichou".
En 1898, Célestine Aboulker épouse Jules Harburger (1870-1959), avocat au Barreau d’Oran. Ils ont deux fils : Adrien, qui est médecin et meurt en 1927 du tétanos contracté dans son hôpital, et Francis Harburger, qui devient peintre et Secrétaire général du Salon des Indépendants à Paris. En 1929, après le décès de son fils aîné, Célestine s’installe à Paris.
En 1940, menacée par les lois du régime de Vichy, elle retourne vivre en Algérie durant la Seconde Guerre mondiale. Son appartement parisien est pillé. Toute sa production artistique et sa collection (Girodet, André Suréda, Maxime Noiré, et autres peintres orientalistes) sont volées. La famille revient en Métropole en 1945. Célestine et son mari s'installent à Enghien-les-Bains.

## Œuvre
En Algérie comme à Paris, Célestine écrit et peint. En règle générale, elle signe ses œuvres de son nom de jeune fille, Célestine Aboulker ou C.A.
Elle laisse une œuvre poétique inédite. Elle a également écrit et illustré des contes pour enfants inspirés de la Bible, qui restent à ce jour inédits (Les Belles histoires de la Bible, illustré de 13 aquarelles).

Son œuvre picturale est surtout d'inspiration biblique et orientaliste. Les titres de ses œuvres en témoignent : Le songe de Jacob, Que tes tentes sont belles, ô Jacob, L'enlèvement d'Élie, Repas des Anges chez Abraham, David berger, Rebecca au puits,... Jacques Biélinki estime que Célestine Aboulker symbolise «le réveil chez les artistes juifs de Paris, de l'intérêt pour les sujets bibliques. Les scènes bibliques attiraient surtout jusque-là les peintres chrétiens.» 
Les sujets de la Bible, - mine inépuisable pour les peintres juifs - ont captivé Célestine Aboulker, qui, issue d'une vieille famille juive d'Algérie, fournit […] une manière d'orientalisme direct et vécu qui n'a rien de commun avec les oripeaux somptueux consacrés par la «tradition» orientaliste romantique. En contemplant les tableaux de C. Aboulker, c'est la Bible qui virtuellement, se meut dans son imagination, et c'est pourquoi ses scènes n'ont rien de pompeux ni de conventionnel. Les figures sont humaines, naturelles, les gestes sont simples, gracieux, parfois émouvants. Le songe de Jacob offre une féérie lumineuse qui se déroule dans un paysage des «Mille et une nuits». «Que tes tentes sont belles, ô Jacob !» paroles bibliques fournissent à l'artiste le sujet d'une idyllique composition […] associant dans une fraternité de légende les anges, les êtres humains, les animaux et les palmiers.
Elle utilise plusieurs techniques de l'art pictural, dessin, fusain, aquarelle, gouache et peinture à l'huile. Elle illustre plusieurs ouvrages et expose régulièrement des toiles dans divers salons.
Son œuvre d'avant-guerre est connue par des articles,, quelques publications et par des images issues d'archives familiales et de fonds photographiques.
Après la guerre, elle exécute quinze aquarelles illustrant le Cantique des Cantiques. Elle continue à peindre de nombreuses aquarelles et des tableaux (portraits, natures mortes, paysages).

## Expositions
Célestine Aboulker expose dans plusieurs Salons, notamment au Salon d'Automne, au Salon des Indépendants, aux Surindépendants et au Salon des artistes orientalistes algériens.
En 1984, une exposition au Centre Rachi (aujourd'hui Centre universitaire d'études juives) à Paris lui rend hommage.

## Musées
La plupart des œuvres de Célestine Aboulker se trouvent dans des collections privées. Quelques-unes ont trouvé place dans des musées.

### Paris
Le Musée d’art et d’histoire du judaïsme (MAHJ)

### Israël
Ein Harod - Mishkan Museum of Art